# 1449 Virtanen
1449 Virtanen este un asteroid din centura principală, descoperit pe 20 februarie 1938, de Yrjö Väisälä.